# Kim Manners
Kim Manners (13 gennaio 1951 – Los Angeles, 25 gennaio 2009) è stato un produttore televisivo, regista e attore statunitense, conosciuto principalmente per il suo lavoro in X-Files e Supernatural.

## Biografia
Kim Manners crebbe in una famiglia dello show business. Suo padre, Sam Manners, partecipò a produzioni come "The Wild Wild West" e "Route 66". Manners fece un po' di recitazione da bambino; il suo primo ruolo fu all'età di tre anni in una pubblicità della Chevrolet. 
Ha anche guardato e occasionalmente partecipato ai lavori del padre, così come ai lavori di William Beaudine, Sr., regista di Rin Tin Tin. Fu Beaudine che ispirò Manners a diventare regista. Il fratello di Manners, Kelly, ha partecipato alla regia e alla produzione di Angel, Buffy l'ammazzavampiri e Dollhouse e sua sorella, Tana, lavora come regista televisiva.

## Carriera
Manners esordì alla regia nel 1978, dirigendo un episodio di Charlie's Angels. In precedenza, aveva lavorato come direttore di produzione e come aiuto regista in una manciata di altri progetti. Fra gli altri crediti di regia che includono il nome di Manners figurano alcuni episodi di 21 Jump Street, Mission: Impossible, Star Trek: The Next Generation, Baywatch.
Manners firmò un contratto per produrre e dirigere X-Files nella seconda stagione dello show, su consiglio di Rob Bowman, che aveva già lavorato alla prima stagione, e James Wong e Glen Morgan, sceneggiatori per lo show che avevano già lavorato con Manners in 21 Jump Street. Lui, insieme ai suoi colleghi produttori di X-Files, ha ricevuto quattro nomination agli Emmy Awards per la Miglior Serie Drammatica nel 1995, 1996, 1997 e 1998. A Manners è stato inoltre fatto riferimento nell'episodio di X-Files "Jose Chung From Outer Space", dando il suo nome ad uno sboccato detective della polizia. Dopo la fine di X-Files nel 2002, Manners ha diretto una serie di piccoli progetti prima di firmare per dirigere e produrre Supernatural nel 2005.

## Morte e omaggi
Manners è morto di cancro ai polmoni a Los Angeles, il 25 gennaio 2009, all'età di 58 anni. Il 12 marzo 2009 un episodio di Supernatural, intitolato "Death Takes a Holiday", includeva nei titoli di coda due foto di Kim Manners, insieme alla didascalia "Dedichiamo l'intera stagione a Kim Manners" e un messaggio finale con scritto: "Ci manchi, Kim." Il quinto episodio della seconda stagione di Breaking Bad, dal titolo "Breakage", trasmessa il 5 aprile 2009, includeva una dedica a Manners nei titoli di coda.
Nella terza puntata della miniserie di X-Files del 2015 (in TV il 2 febbraio 2016 su FOX), Mulder, per inseguire un sospetto, va in un cimitero e finge di portare fiori ad una tomba sulla cui lapide vediamo scritto Kim Manners.